# 寺田大樹
寺田 大樹（てらた ひろき、1993年1月7日 - ）は、日本のラグビーユニオン選手。

## プロフィール
- 秋田県秋田市出身。
- ポジションはロック(LO)。
- 身長 195cm、体重 107kg
- ニックネームはテラ。
- U20日本代表に選ばれたことがある[1]。

## 来歴
中学までは野球をやっており、16歳からラグビーを始めた。
2011年、秋田工業高校卒業後、明治大学に入学する。なお秋田工業高校時代、高校日本代表候補に選ばれたことがある。
2015年、明治大学卒業後、サントリーサンゴリアスに加入。
2016年8月26日に行われたジャパンラグビートップリーグ第1節の近鉄ライナーズ戦にて途中出場で公式戦初出場を果たす。
2019年、サントリーサンゴリアスを退団した。